# Úřad kouzelnických záležitostí
Úřad kouzelnických záležitostí (v anglickém originále The Bureau of Magical Things) je australský televizní seriál, který vysílá stanice Eleven. Vytvořen byl Jonathanem M. Shiffem a Markem Shirrefsem. Úvodní díl měl premiéru 8. října 2018 v Austrálii.

## Děj seriálu
Lidský a magický svět existovaly v harmonii, ale jak technologie pokročila, byl magický svět odsunut a víly a další kouzelní tvorové se stali ohroženými druhy. Nyní to někdo chce změnit a obnovit magii na jejím právoplatném místě. Když Kyra odhalí hrozbu jak pro lidský, tak pro magický svět, musí se pokusit spojit lidi, elfy a víly, aby je všechny zachránila. Kyra a Peter musí vyřešit záhadu, kdo je tajemná postava a jak dosáhnou svého cíle. Vyšetřování je vede k odhalení tajemství v lidském i magickém světě, které si nikdo nedokázal představit.

## Obsazení

### Hlavní role
- Kimie Tsukakoshi jako Kyra Glen
- Elizabeth Cullen jako Imogen Blackwell
- Mia Milnes jako Lily Reegan
- Julian Cullen jako Darra Blackwell
- Rainbow Wedell jako Ruksy Tevala
- Jamie Carter jako Peter
- Christopher Sommers jako Profesor Maxwell
- Arnijka Larcombe-Weate jako Mathilda (od 2. řady)
- Nicholas Bell jako Sean Reegan (od 2. řady)
- Steve Nation jako Steve Glen (od 2. řady)
- Tasneem Roc jako TBA (2. řada)
- Miah Madden jako Tayla Devlin (2. řada)
- Matthew Manahan jako Ben (2. řada)

### Vedlejší role
- Steve Nation jako Steve (1. řada)
- Melanie Zanetti jako Orla (1. řada)
- Arnijka Larcombe-Weate jako Mathilda (1. řada)
- Nicholas Bell jako Sean Reegan (1. řada)

## Vysílání
| Řada | Díly | Premiéra v Austrálii | Premiéra v Austrálii | Premiéra v ČR      | Premiéra v ČR     |
| Řada | Díly | První díl            | Poslední díl         | První díl          | Poslední díl      |
| ---- | ---- | -------------------- | -------------------- | ------------------ | ----------------- |
| 1    | 20   | 8. července 2018     | 2. listopadu 2018    | 24. prosince 2018  | 18. ledna 2019    |
| 2    | 20   | 10. července 2021    | 8. srpna 2021        | 22. listopadu 2021 | 17. prosince 2021 |